# Uenoites
Uenoites is een geslacht van kevers uit de familie van de loopkevers (Carabidae). De wetenschappelijke naam van het geslacht werd voor het eerst geldig gepubliceerd in 2016 door Belousov en Kabak.

## Soorten
Het geslacht omvat de volgende soorten:
- Uenoites yinae (Uéno, 1996)
  - = Deuveotrechus yinae Uéno, 1996
- Uenoites gregoryi (Jeannel, 1937)
  - = Stevensius gregoryi Jeannel, 1937
  - = Deuveotrechus gregoryi (Jeannel, 1937)
- Uenoites grebennikovi (Deuve, 2011)
  - = Deuveotrechus grebennikovi Deuve, 2011[2]
- Uenoites jiuhecola (Deuve & Kavanaugh, 2015)
  - = Queinnectrechus jiuhecola Deuve & Kavanaugh, 2015[3]
- Uenoites reuteri Belousov, Kabak & Schmidt, 2019[4]
- Uenoites tibialis Belousov, Kabak & Schmidt, 2019[4]